# Plötzkau
Plötzkau település Németországban, azon belül Szász-Anhalt tartományban. Lakosainak száma 1207 fő (2023. december 31.).

## Népesség
A település népességének változása:
| Lakosok száma | 1316 | 1311 | 1260 | 1255 | 1207 |
|               | 2017 | 2019 | 2021 | 2022 | 2023 |